# Qin Shaobo
Shaobo Qin (chinesisch 秦少波, Pinyin Qín Shǎobō, * 1982 in Guangxi) ist ein chinesischer Akrobat und Schauspieler. Er ist Mitglied der Peking Acrobats.
Im Jahre 2001 spielte er „Yen“ im Film Ocean’s Eleven und die gleiche Rolle in den Fortsetzungen Ocean’s 12, Ocean’s 13 und Ocean’s 8.

## Filmografie
- 2001: Ocean’s Eleven
- 2004: Ocean’s 12 (Ocean’s Twelve)
- 2007: Ocean’s 13 (Ocean’s Thirteen)
- 2018: Ocean’s 8